# Ракитна (Брезовиця)
Ракитна (словен. Rakitna) — поселення в общині Брезовиця, Осреднєсловенський регіон, Словенія. Висота над рівнем моря: 796,3 м.